# Coteaux calcaires de Borrèze
Le site Coteaux calcaires de Borrèze est un site français du réseau Natura 2000 du département de la Dordogne, en région Nouvelle-Aquitaine.

## Situation
Dans le quart sud-est du département de la Dordogne, en Périgord noir, le site « Coteaux calcaires de Borrèze » s'étend sur 416 hectares, sur le territoire de trois communes : Borrèze, Salignac-Eyvigues et Simeyrols,.
En termes de superficie, cette zone est répartie de façon à peu près équivalente sur les communes de Borrèze (52 %) et Salignac-Eyvigues (46 %) ; seule une petite zone de près de dix hectares concerne Simeyrols, au nord du lieu-dit les Plaines.
La zone s'étage entre 135 et 305 mètres d'altitude sur les coteaux, notamment ceux en bordure nord de la Borrèze, ainsi que le long des affluents de cette dernière, dont le ruisseau d'Inval.

## Description
Le site « Coteaux calcaires de Borrèze » est un site naturel du réseau Natura 2000, c'est-à-dire qu'il est identifié comme site important pour la conservation d'espèces animales européennes menacées.
Il s'agit d'une zone spéciale de conservation validée par un arrêté du ministère de l'Écologie et du Développement durable en date du 22 août 2016, modifié par un arrêté du 23 octobre 2019. La zone est morcelée en neuf sites le long de la Borrèze et de ses petits affluents ainsi qu'autour des petits bourgs d'Eybènes et d'Eyvigues.
Le site est composé à 48,72 % de forêts caducifoliées, à 24,32 % de pelouses sèches, à 23,51 % de landes, broussailles ou recrus, à 1,81 % de rochers ou d'éboulis rocheux, à 0,63 % de forêts de résineux, à 0,36 % de prairies semi-naturelles humides et de prairies mésophiles améliorées, à 0,24 % de plantations d'arbres et à 0,41 % d'autres terres artificialisées.
Représentant 36 % de la surface du site, certains habitats sont inscrits à l'annexe I de la directive 92/43/CEE de l'Union européenne qui liste les habitats naturels ou semi-naturels d'intérêt communautaire : pelouses sèches semi-naturelles et faciès d'embuissonnement sur calcaires (Festuco-Brometalia) — sites d'orchidées remarquables — sur 99,06 hectares, formations à Genévrier commun sur landes ou pelouses calcaires sur 35,6 hectares, hêtraies calcicoles médio-européennes du Cephalanthero-Fagion sur 7,99 hectares, éboulis ouest-méditerranéens et thermophiles sur 7,64 hectares et formations stables xérothermophiles à Buis commun des pentes rocheuses (Berberidion p.p.) sur 0,39 hectare.
Des recensements y ont été effectués sur les plans faunistique et floristique.

Coteaux à Borrèze.
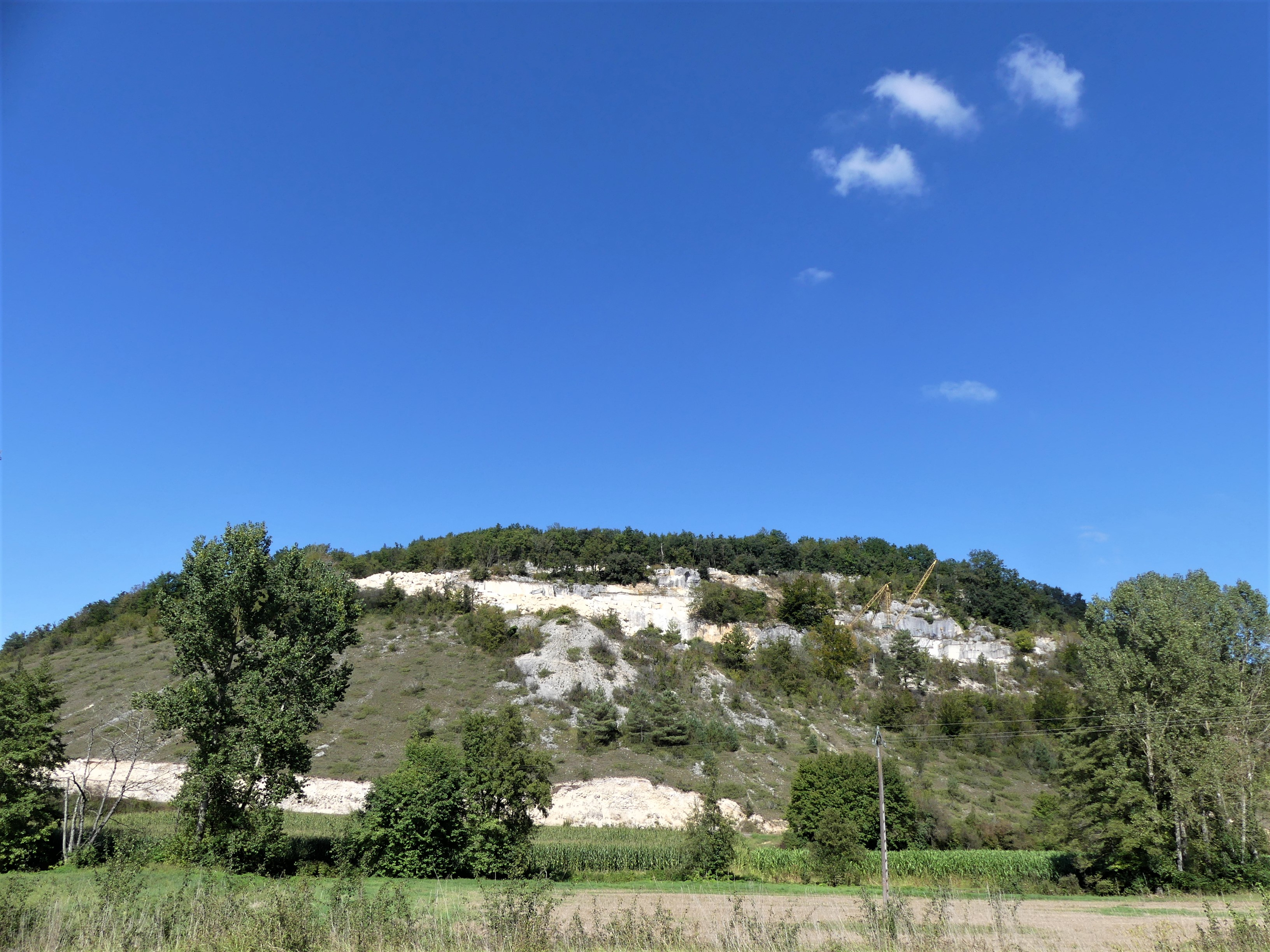
Carrière sur le coteau au sud de Cavialle.
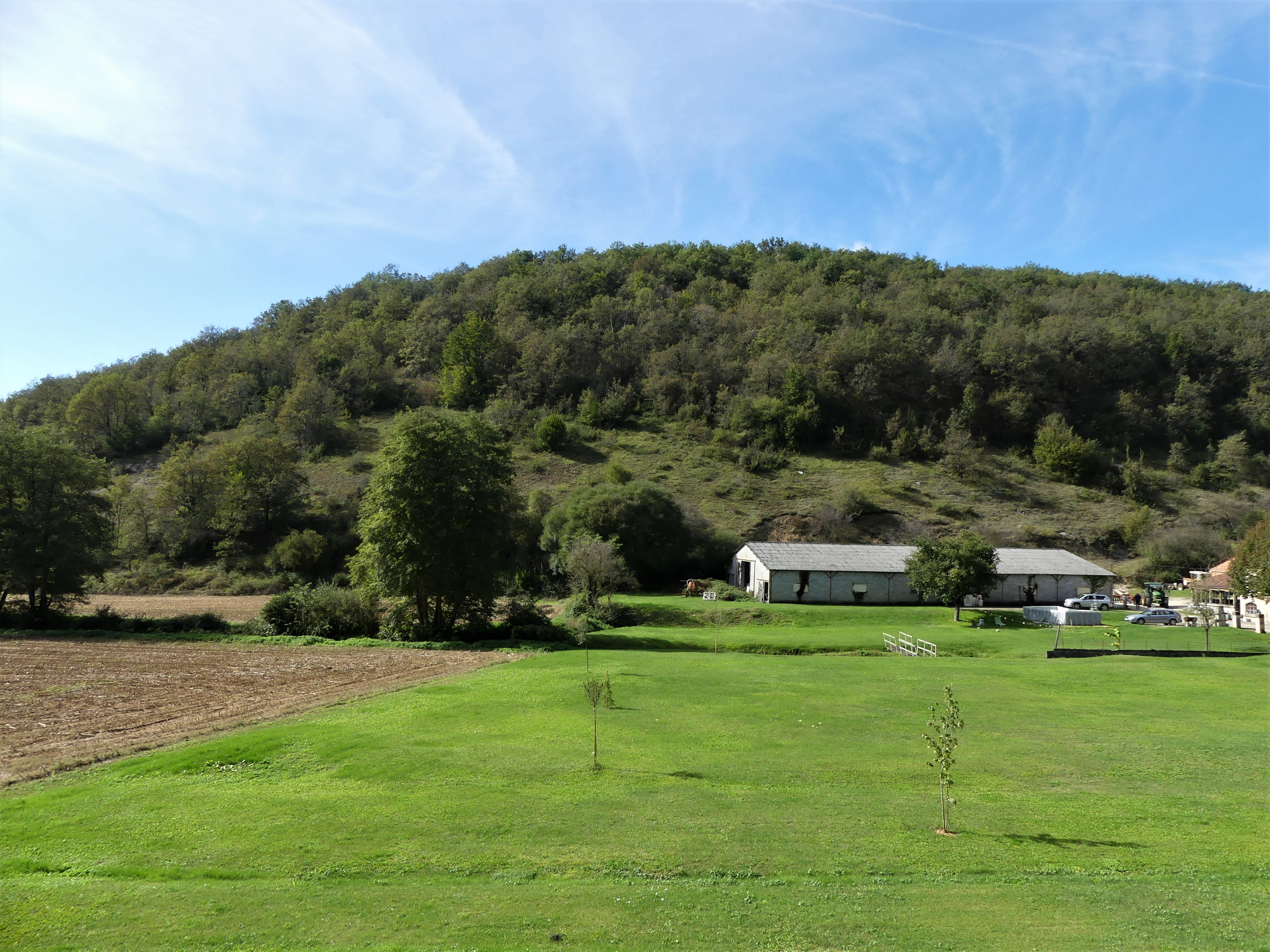
Coteau à l'ouest du moulin Lacombe.
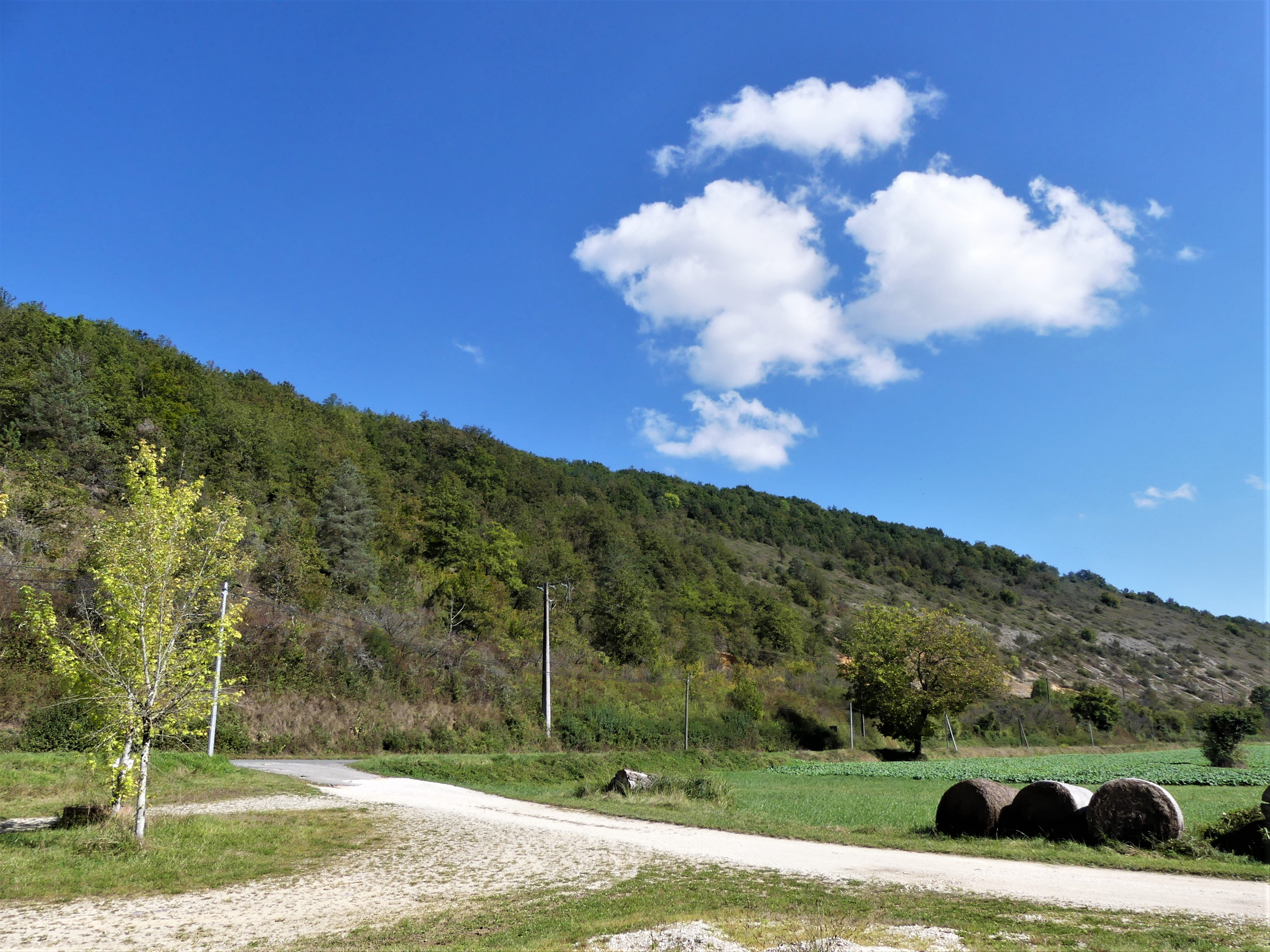
Coteau à l'est du terrain de sports.
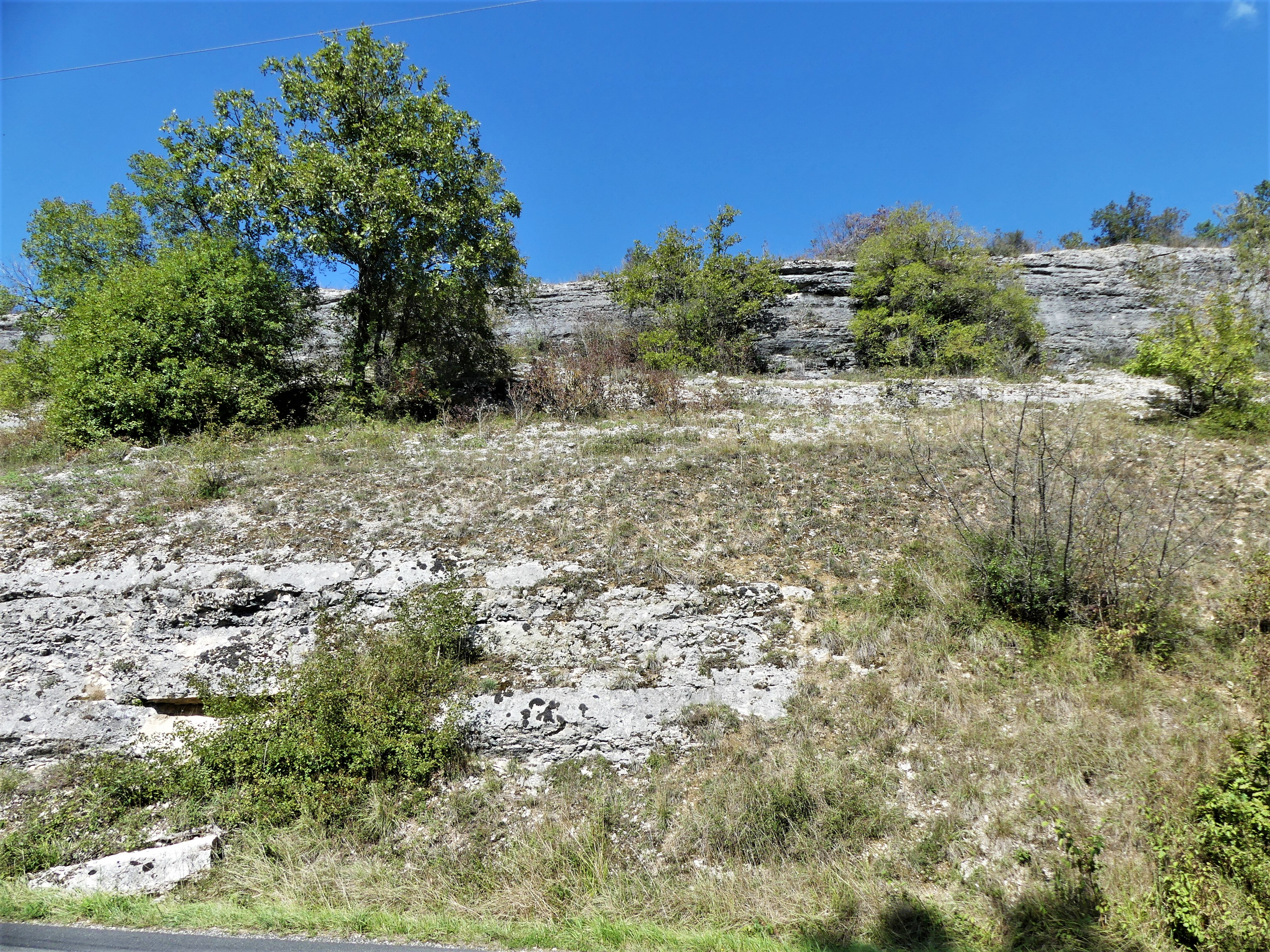
Coteau au nord du moulin de Beaufery.
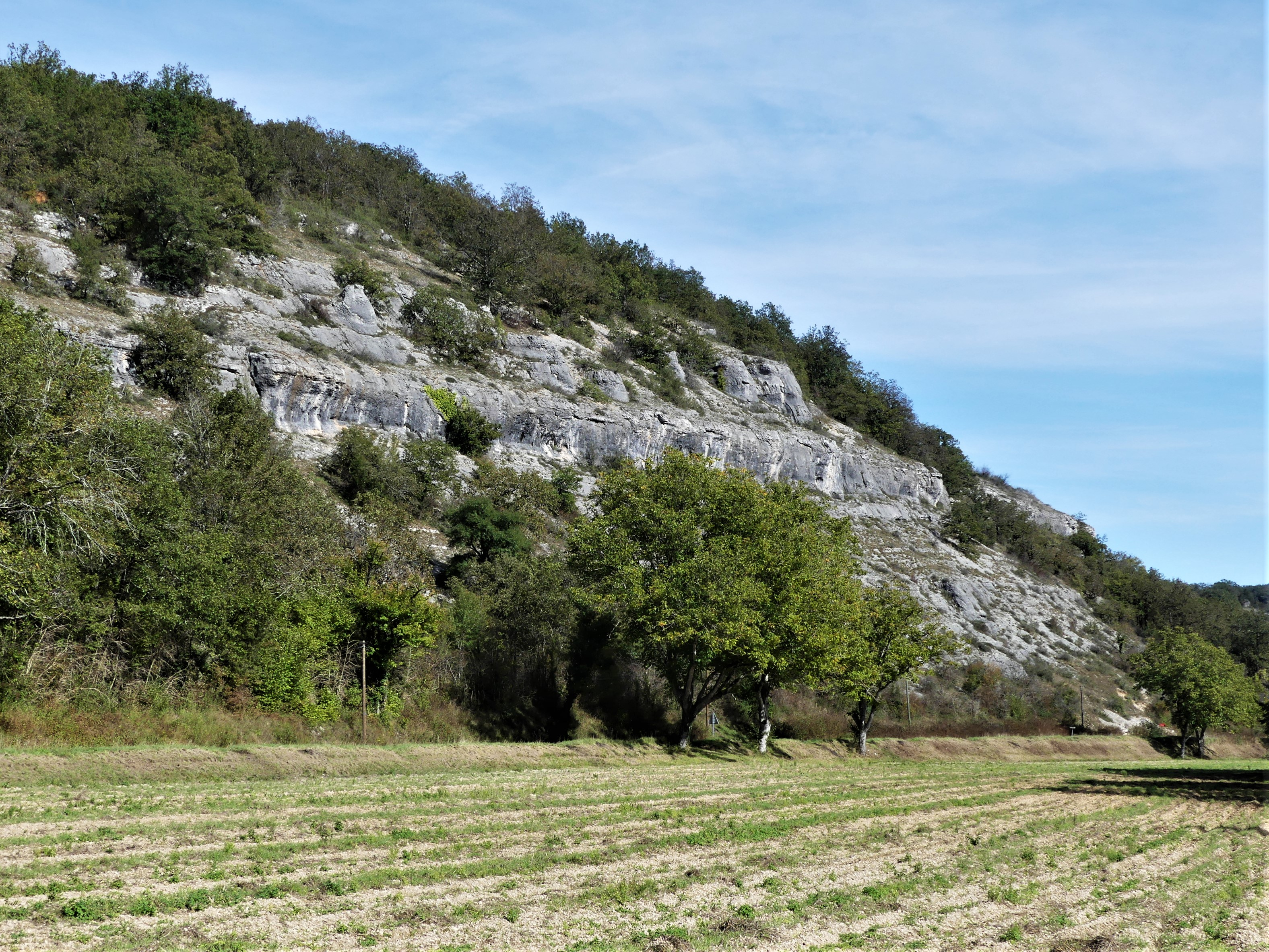
Coteau au nord du moulin Neuf.

## Faune
Une espèce d'insectes inscrite à l'annexe II de la directive habitats, le Damier de la succise (Euphydryas aurinia), a été répertoriée sur le site.
Douze autres espèces animales importantes y ont été recensées.
- quatre insectes : le Citron de Provence (Gonepteryx cleopatra), le Criquet bariolé (Arcyptera fusca), la Grande coronide (Satyrus ferula) et la Thècle des nerpruns (Satyrium spini) ;
- six oiseaux : l'Alouette lulu (Lullula arborea), la Bondrée apivore (Pernis apivorus), le Circaète Jean-le-Blanc (Circaetus gallicus), l'Engoulevent d'Europe (Caprimulgus europaeus), le Hibou grand-duc (Bubo bubo) et le Milan noir (Milvus migrans) ;
- deux reptiles : le Lézard ocellé (Timon lepidus) et le Lézard vert occidental (Lacerta bilineata).

Parmi ces espèces, le Lézard vert occidental est concerné par l'annexe IV de la directive habitats.

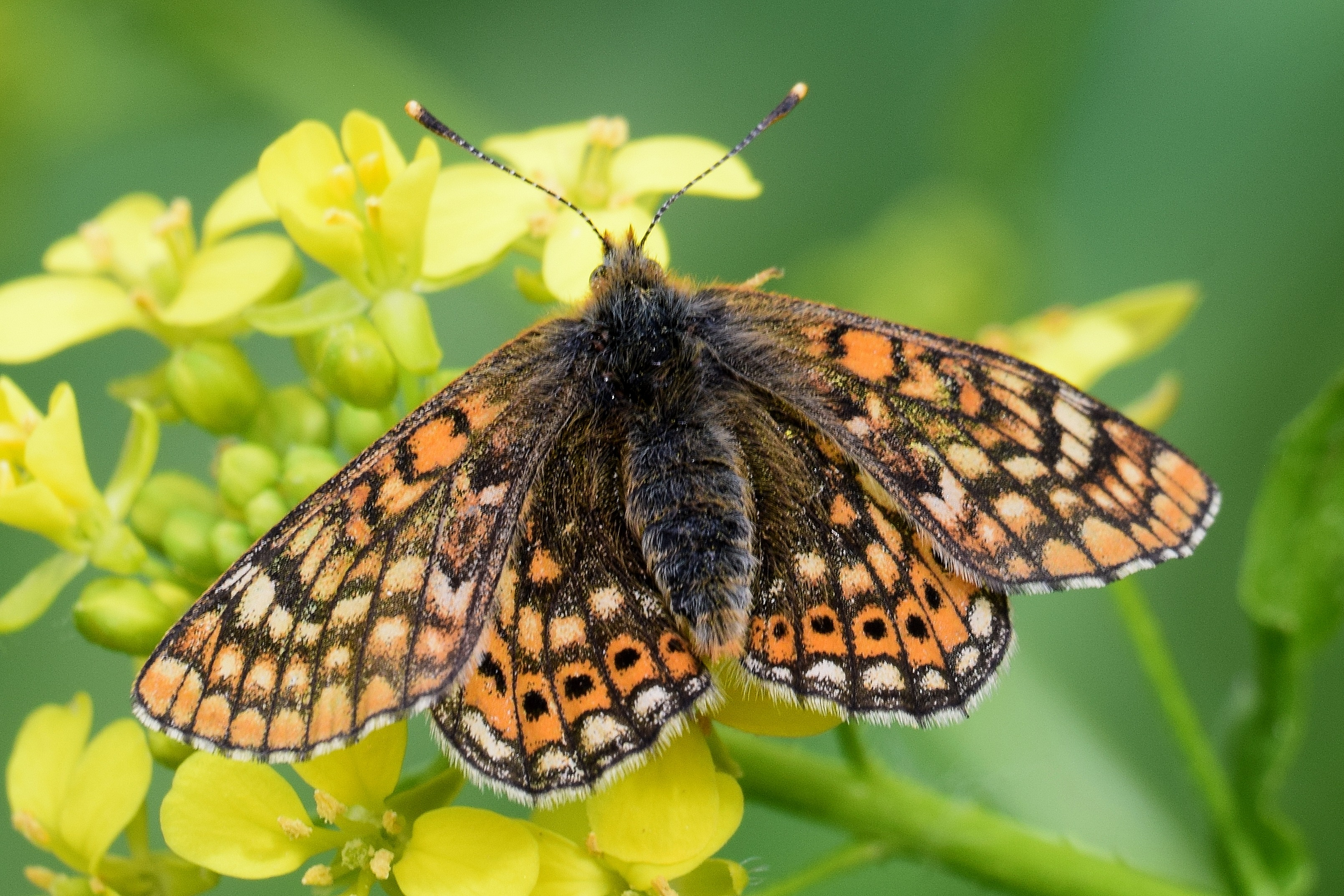
Damier de la succise.
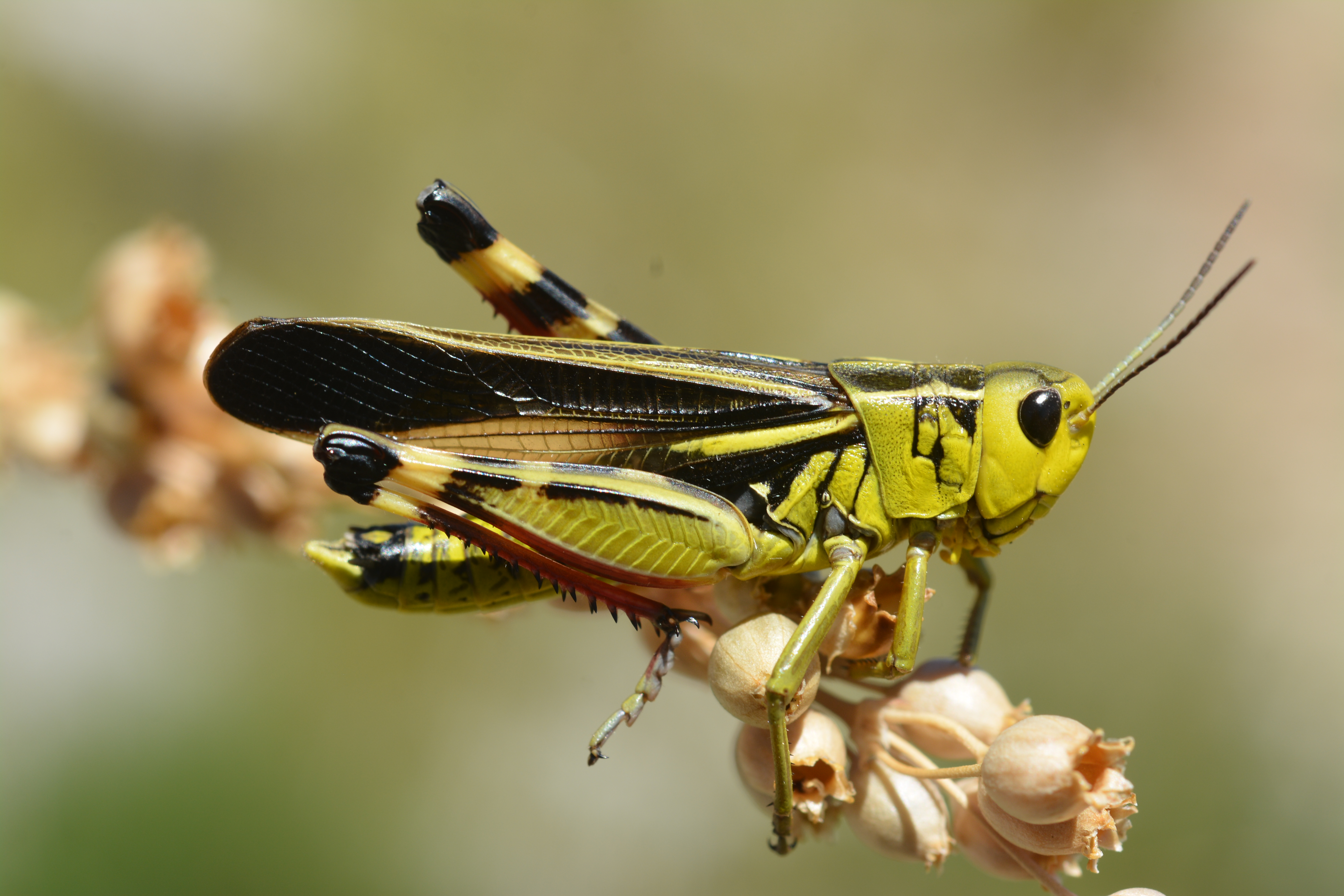
Criquet bariolé.
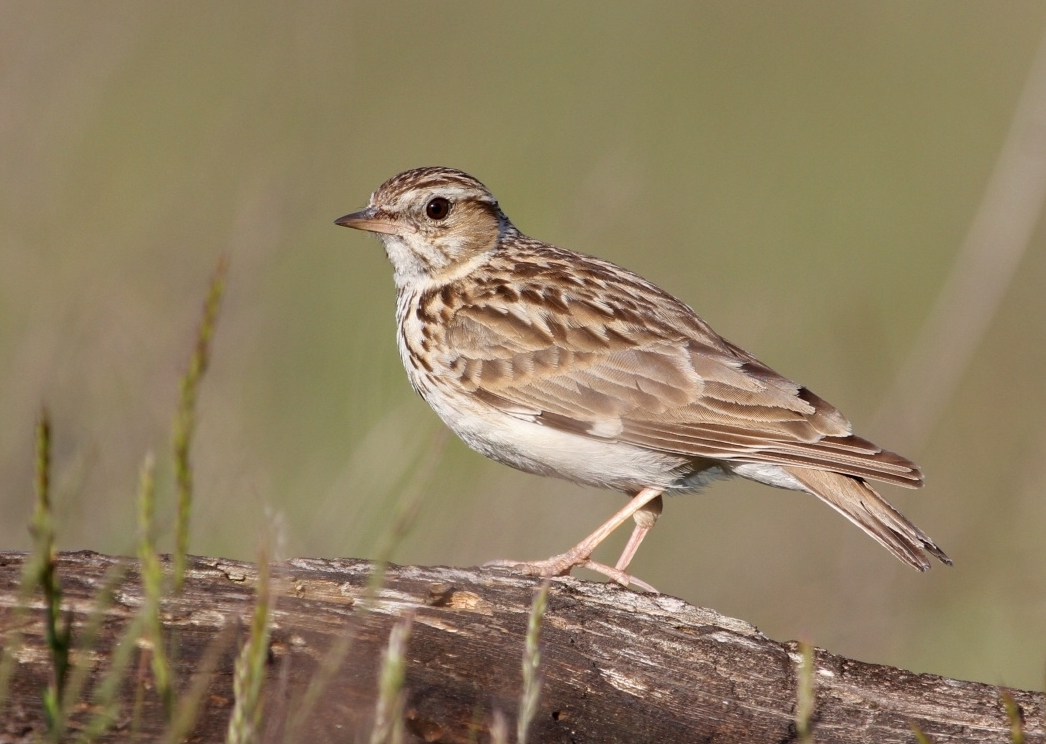
Alouette lulu.
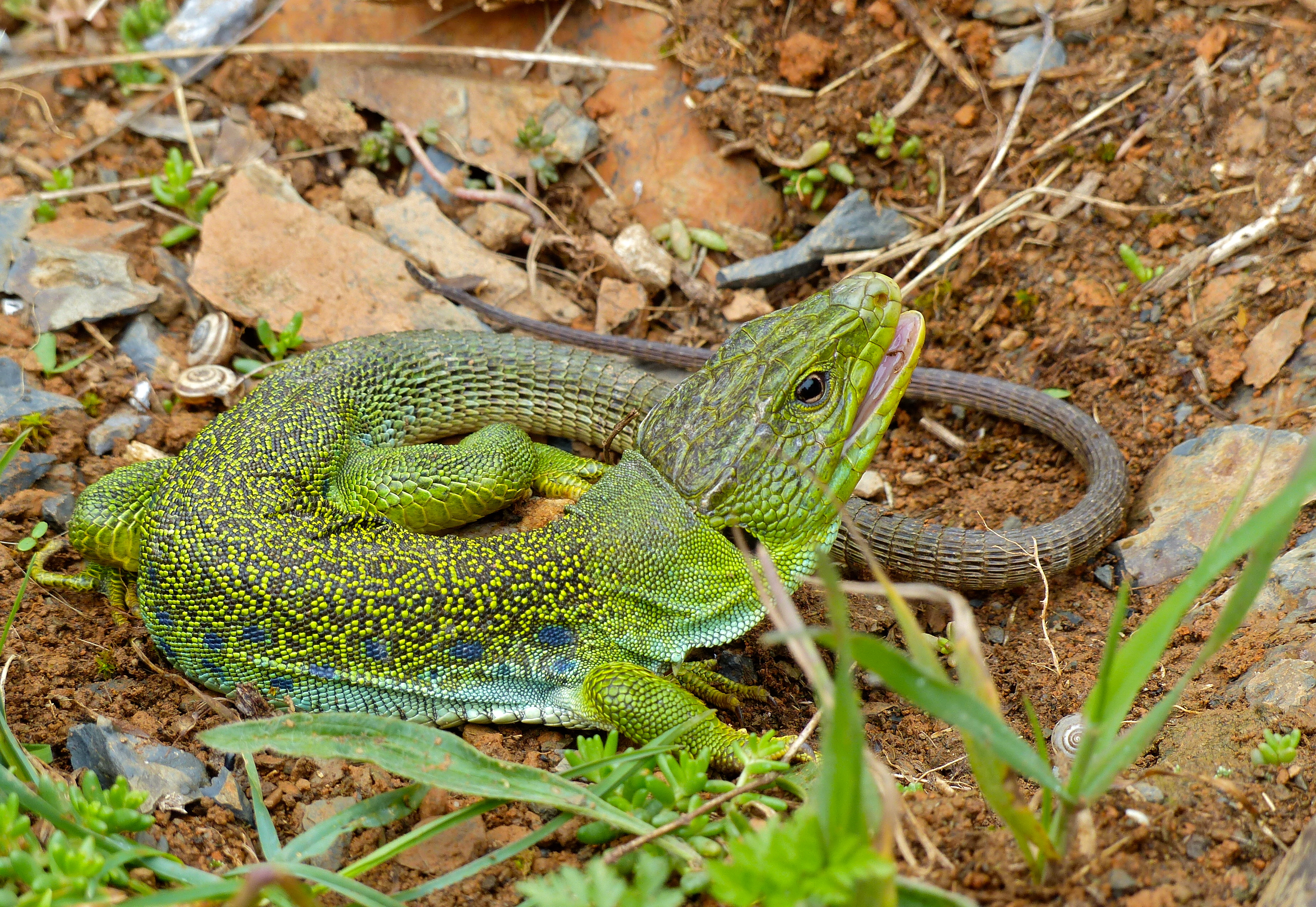
Lézard ocellé.
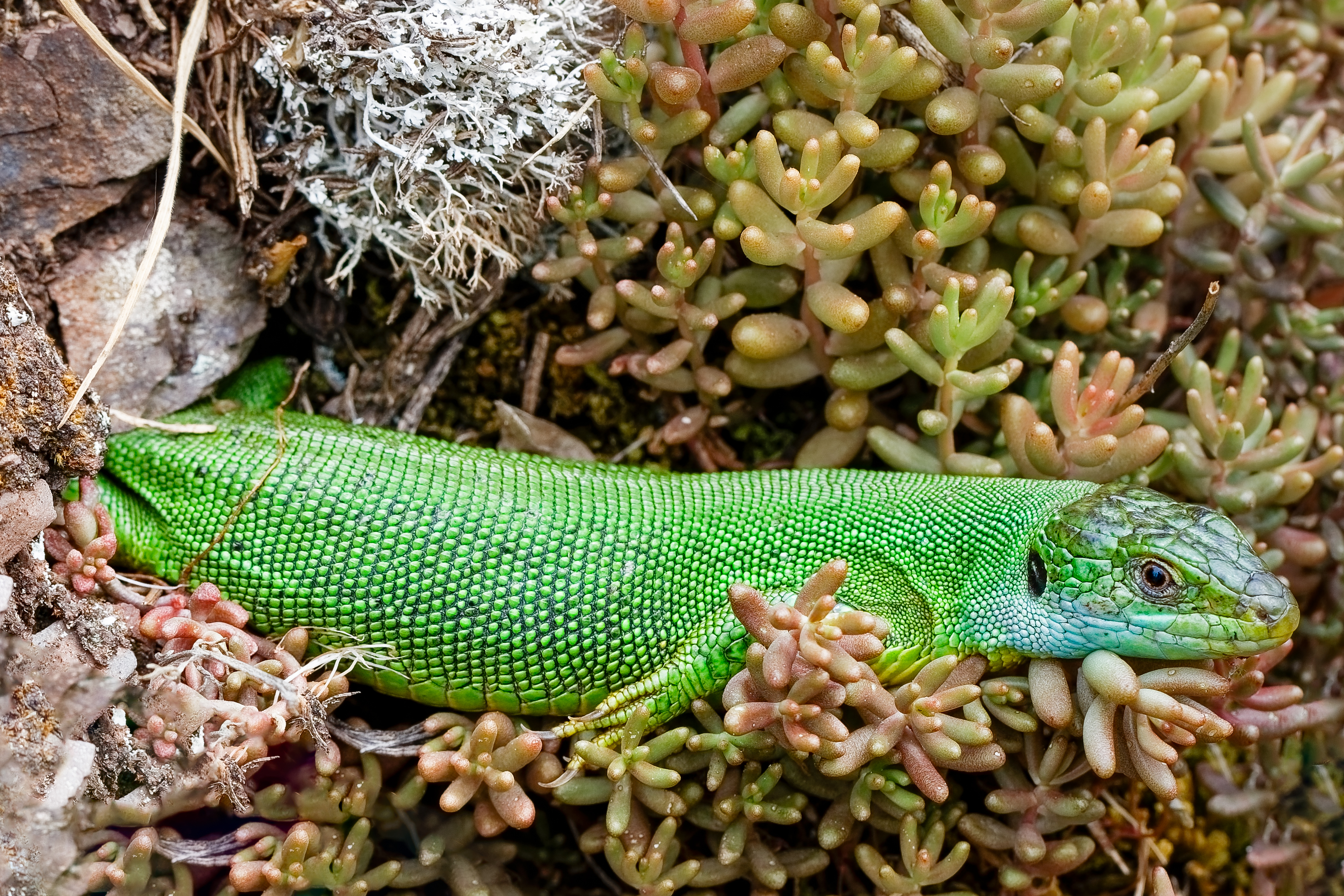
Lézard vert occidental.

## Flore
Vingt espèces végétales importantes ont également été remarquées sur le site : la Cardoncelle (Carduncellus mitissimus), la Céphalanthère rouge (Cephalanthera rubra), la Crapaudine des Alpes (Sideritis hyssopifolia), l'Euphorbe de Séguier (Euphorbia seguieriana), le Gaillet de Timéroy (Galium timeroyi), l'Isopyre faux-pigamon (Isopyrum thalictroides), la Laîche humble (Carex humilis), la Laitue vivace (Lactuca perennis), la Lavande à larges feuilles (Lavandula latifolia), la Lavande officinale (Lavandula angustifolia), la Leuzée conifère (Rhaponticum coniferum), le Lis martagon (Lilium martagon), la Néottie nid d'oiseau (Neottia nidus-avis), l'Ophrys mouche (Ophrys insectifera), l'Orchis guerrier (Orchis militaris), l'Orchis pyramidal (Anacamptis pyramidalis), la Renoncule graminée (Ranunculus gramineus), la Scrofulaire des chiens (Scrophularia canina), le Silène enflé (Silene vulgaris) et la Spirée à feuilles de millepertuis (Spiraea hypericifolia).

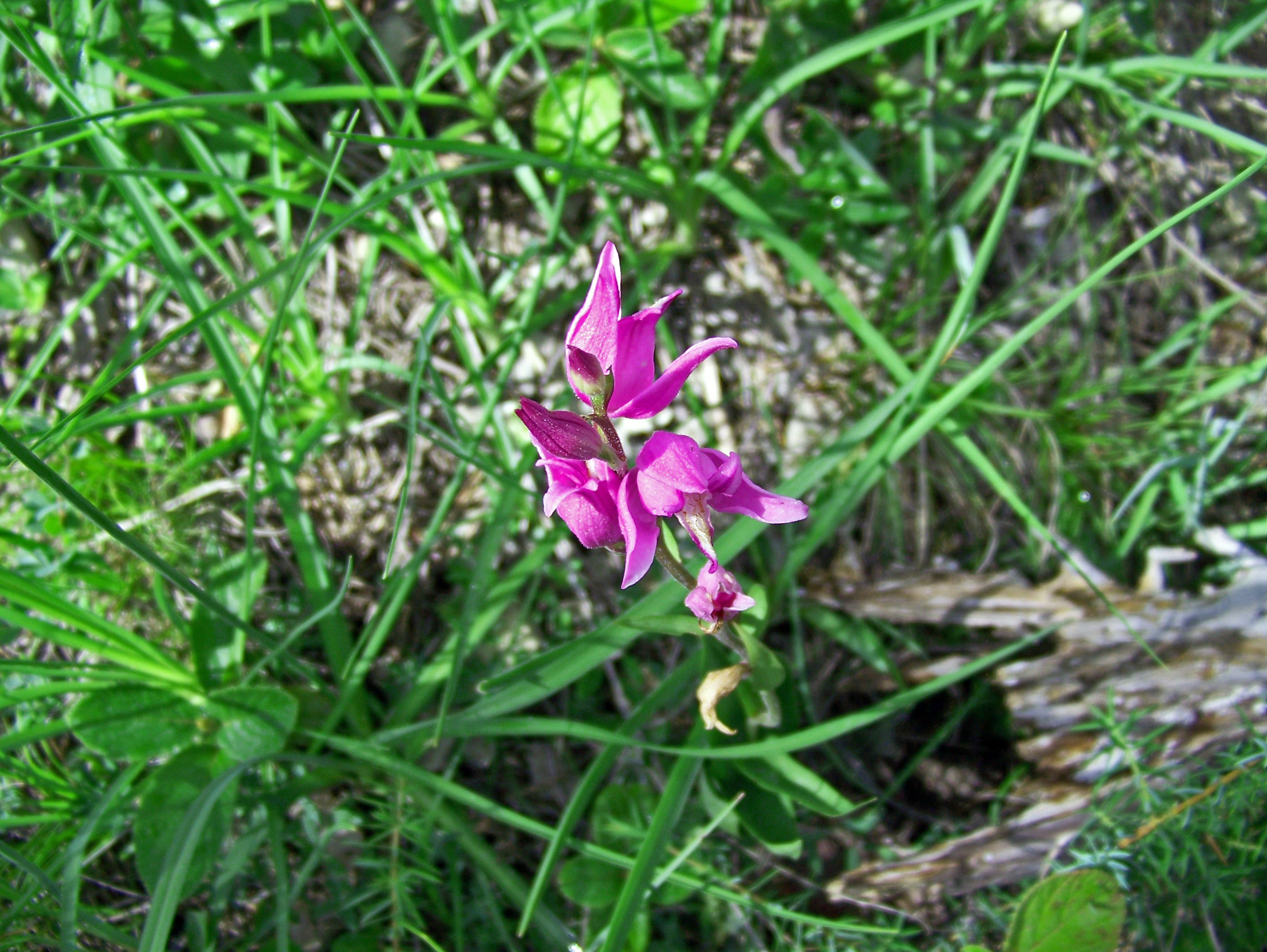
Céphalanthère rouge.
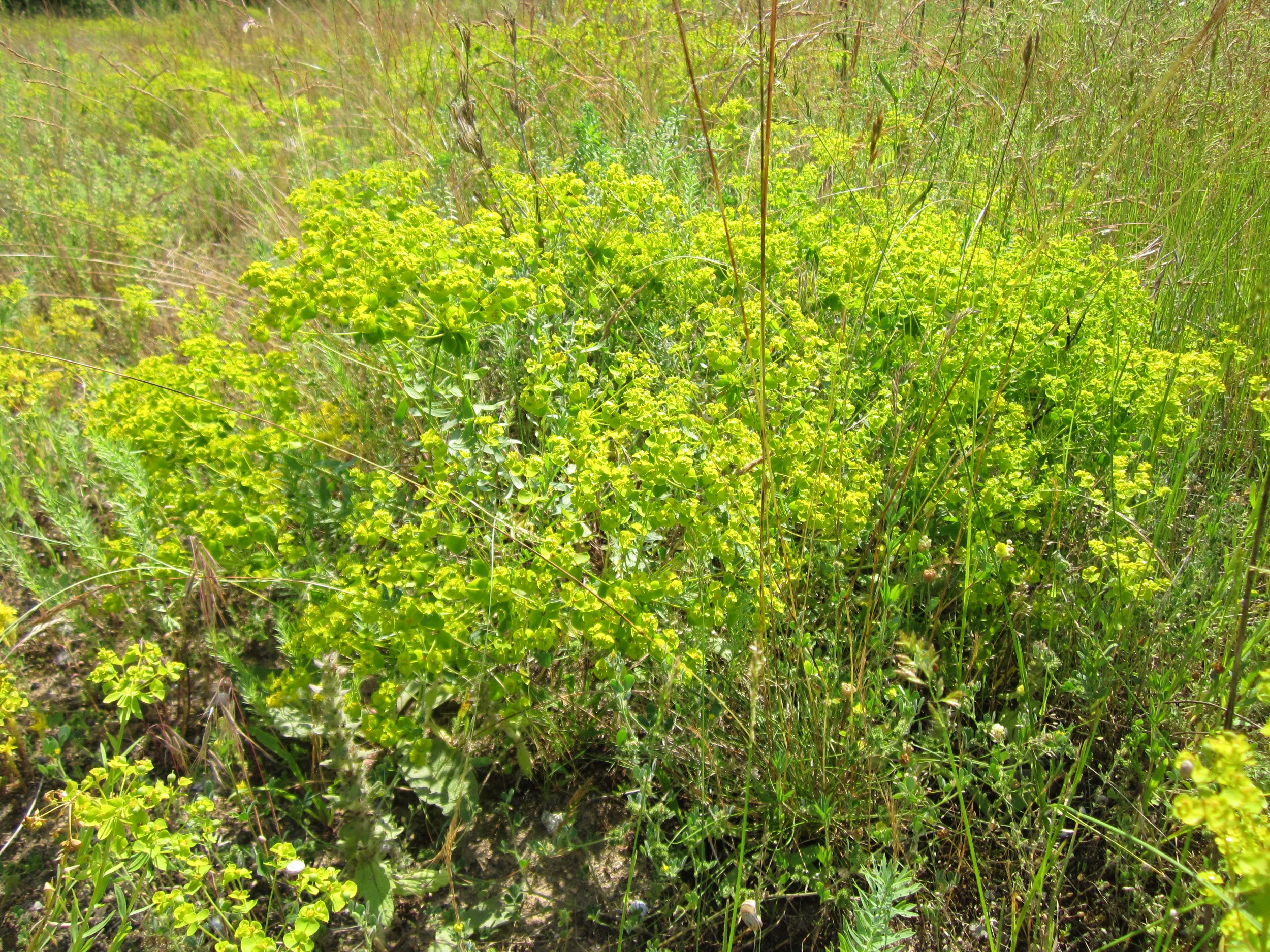
Euphorbe de Séguier.
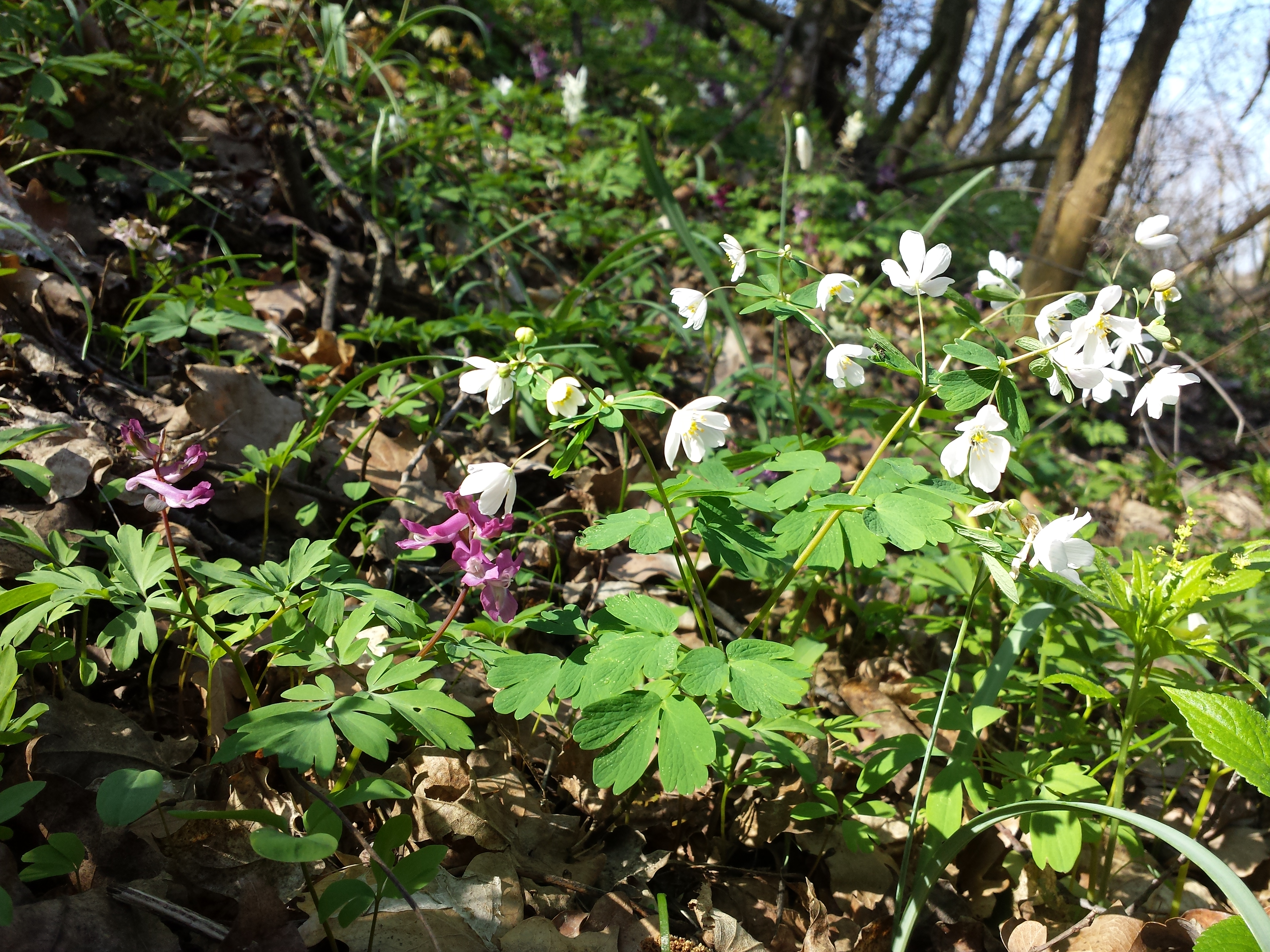
Isopyre faux-pigamon.
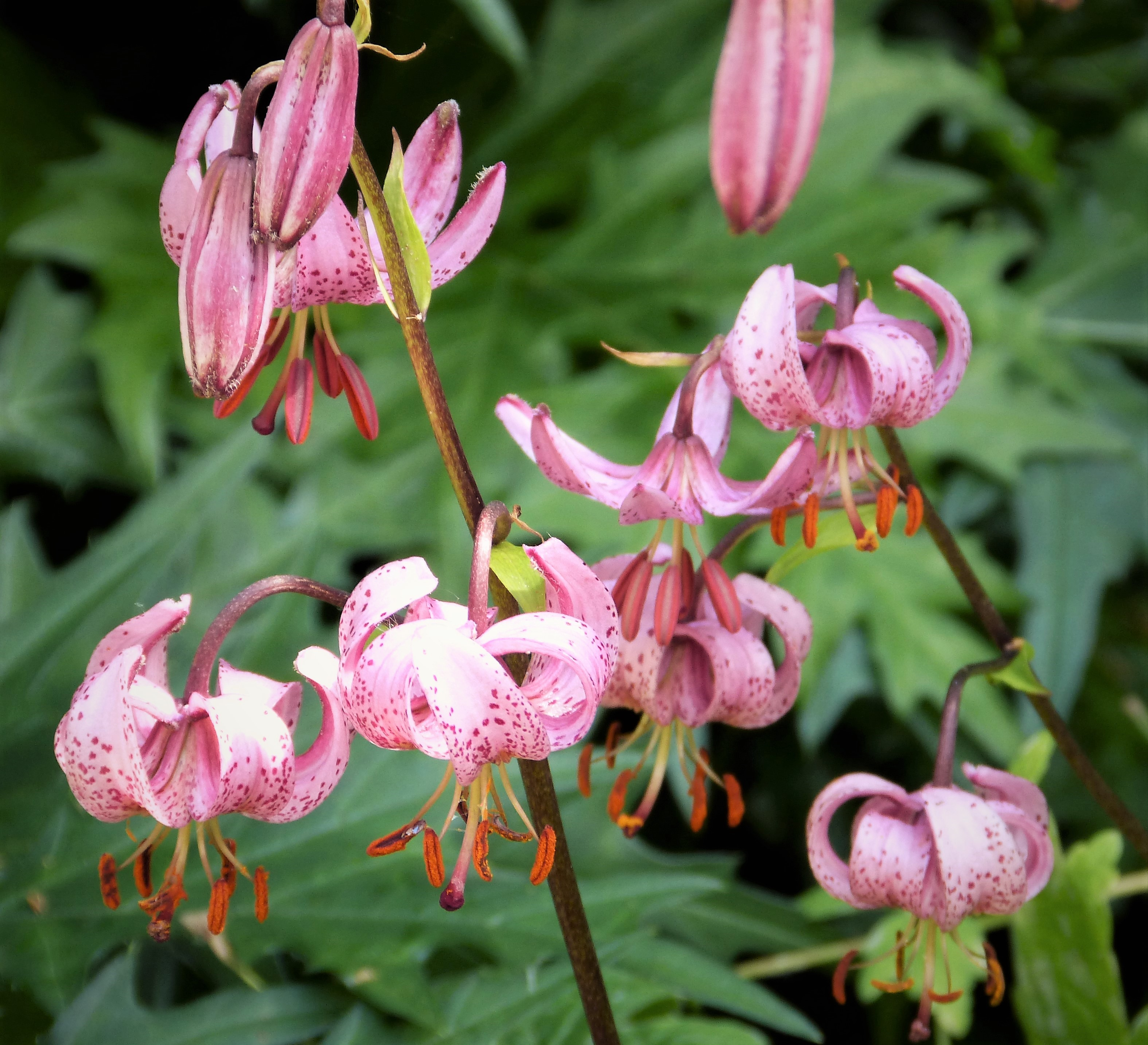
Lis martagon.
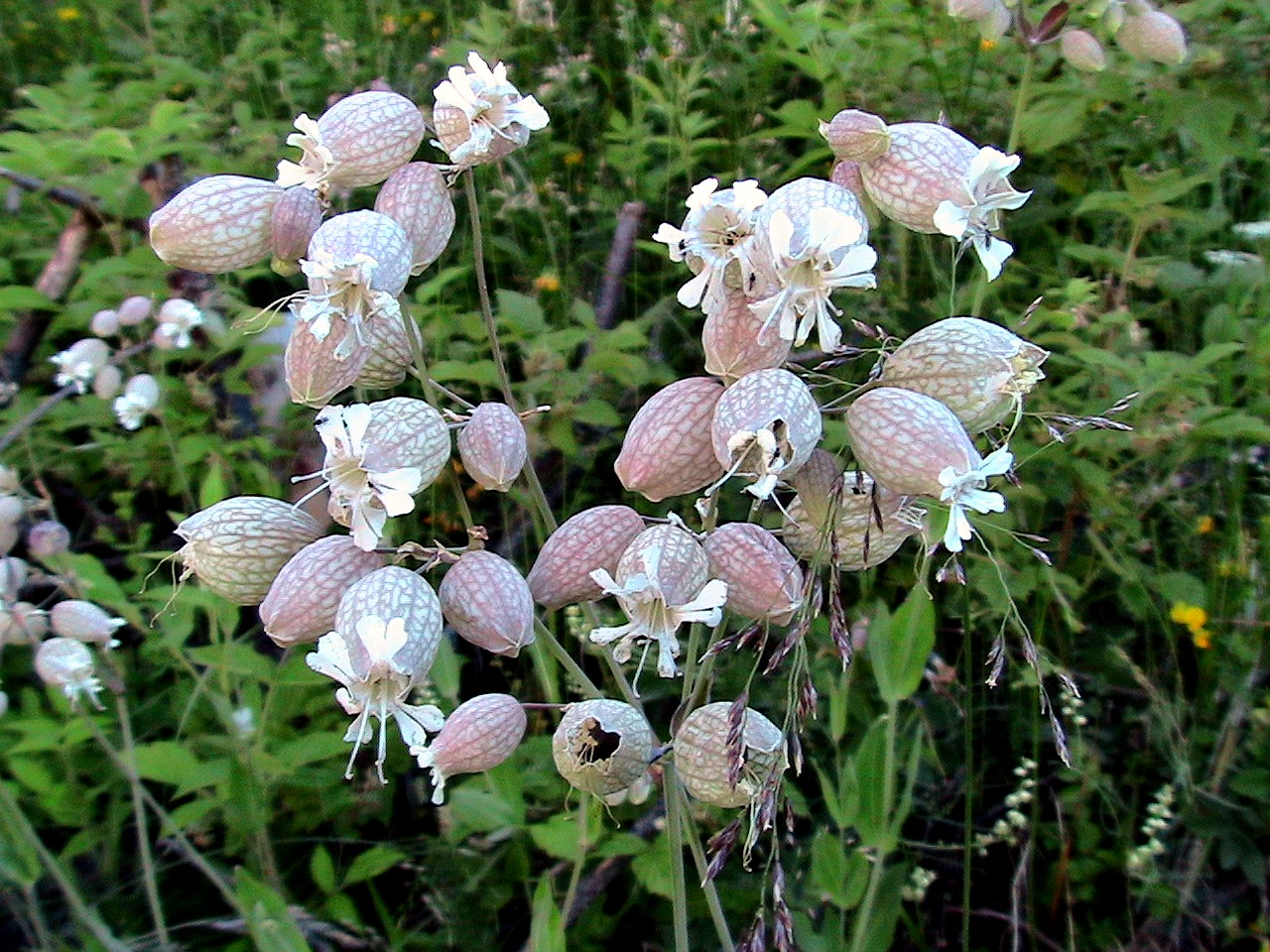
Silènes enflés.

## Espaces connexes
Le territoire de la zone Natura 2000 « Coteaux calcaires de Borrèze » est presque intégralement compris dans ceux de deux zones naturelles d'intérêt écologique, faunistique et floristique (ZNIEFF) du département de la Dordogne :
- sur les 7 321 hectares de la ZNIEFF de type II « Secteur forestier de Borrèze » [6],[7], la zone Natura 2000 en représente à peine 6 %. Hormis cinq espèces végétales notées en commun, 84 autres y ont été répertoriées ;
- sur les 536 hectares de la ZNIEFF de type I « Coteaux calcaires du secteur de Borrèze »[8],[5], la zone Natura 2000 en représente 408, soit 76 % (seule une petite zone d'environ huit hectares intégrant la « Hêtraie du Claud » est propre à la zone Natura 2000). Cinq espèces animales y ont été recensées, un reptile : la Coronelle girondine (Coronella girondica), deux oiseaux : le Hibou grand-duc (Bubo bubo) et le Milan royal (Milvus milvus) et deux orthoptères : le Criquet à ailes rouges (Oedipoda germanica) et le Criquet des garrigues (Omocestus raymondi). En dehors des treize espèces végétales en commun, quarante-huit autres y ont été répertoriées.